# قائمة سفراء دولة فلسطين لدى إثيوبيا
سفير دولة فلسطين لدى إثيوبيا هو ممثل دولة فلسطين الرسمي لدى جمهورية إثيوبيا الفيدرالية الديمقراطية، يقع مقر السفارة الفلسطينية في العاصمة أديس أبابا.

## قائمة السفراء
| الترتيب | رئيس البعثة الدبلوماسية       | تاريخ الاعتماد الدبلوماسي | تاريخ الانتهاء | رئيس دولة فلسطين | رئيس إثيوبيا      | ملاحظات |
| ------- | ----------------------------- | ------------------------- | -------------- | ---------------- | ----------------- | ------- |
|         | إبراهيم محمد مصطفى خليل الطري | 1986                      | غير معروف      | ياسر عرفات       |                   |         |
|         | زهير صالح محمد الشن           | 19 أبريل 2008             | 2015           | محمود عباس       | غيرما ولد غيورغيس |         |
|         | نصري خليل سليم أبو جيش        | 26 أكتوبر 2015            | 2019           | محمود عباس       | مولاتو تيشومي     |         |
|         | فارس القب                     | 6 يناير 2022              | لا يزال        | محمود عباس       | سهلي ورق زودي     |         |